# Pago Pago
Pago Pago (pronunciat /ˈpɑŋo ˈpɑŋo / pels samoans nadius i /ˈpɑŋgoʊ ˈppɑŋgoʊ/ per altres) és la capital de la Samoa Americana.
La ciutat està situada al port de Pago Pago, a l'illa de Tutuila. El turisme, l'oci i la restauració constituïxen les principals activitats econòmiques del lloc. Pago Pago és una de les poblacions situades al llarg del port i es troba en el més profund de la badia. El nom Pago Pago s'associa generalment al port (l'únic significatiu de Samoa Americana) i, per tant, el topònim Pago Pago s'aplica no només a aquesta població en si mateixa, sinó també a l'àrea adjacent englobant al petit poble de Fagatogo (seu del govern local). És així que Pago Pago és la capital nominal del territori encara quan el govern té les seves oficines a Fagatogo.
Pago Pago és una barreja de comunitats semi-urbanes, una ciutat petita, les conserveres de tonyina i un port envoltat pels bells penya-segats. Una pujada al cim de Mont Alava proporciona una vista magnífica del port i de la ciutat. Fins a l'any 1980, un podia experimentar la vista des del bec prenent un telefèric des del port, però el 14 d'abril del 2008 un avió de la marina de guerra dels Estats Units, volant per damunt com a part de les celebracions del dia de la bandera va impactar contra el cable estavellant-se seguidament en una ala de l'Hotel Rainmaker. Menys espectacular, però digne de visita, és la vista del llogaret d'Aua des de l'alt del camí a Afono. El port i l'assemblea de Samoa Americana - coneguda com el Fono (/ˈfono/) - estan a Fagatogo, un llogaret adjacent a Pago Pago. Les empreses conserveres se situen a Atu'u, a la riba del nord del port.

## Transports

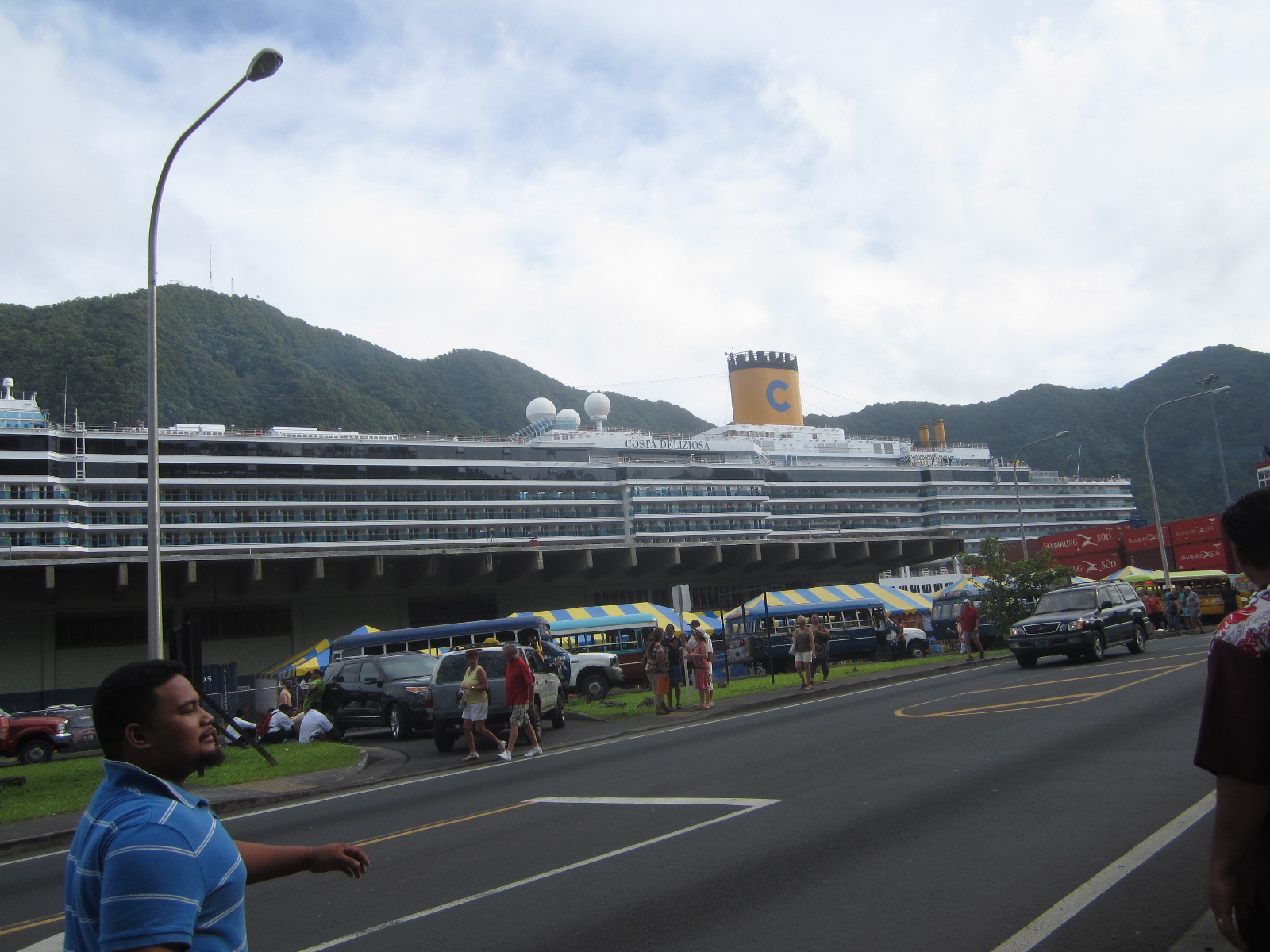
El port de Pago Pago pot acomodar els vaixells més grans del món.

Pago Pago Harbor és el port d'entrada dels vaixells que arriben a la Samoa Nord-americana. Molts creuers i altres embarcacions arriben a Pago Pago per aprovisionar-se i per l'accés als serveis mèdics. El port de Pago Pago Harbor és un dels ports naturals més grans del món, i se'l considera un dels millors ports d'aigües profundes del Pacífic sud.